# Štěně

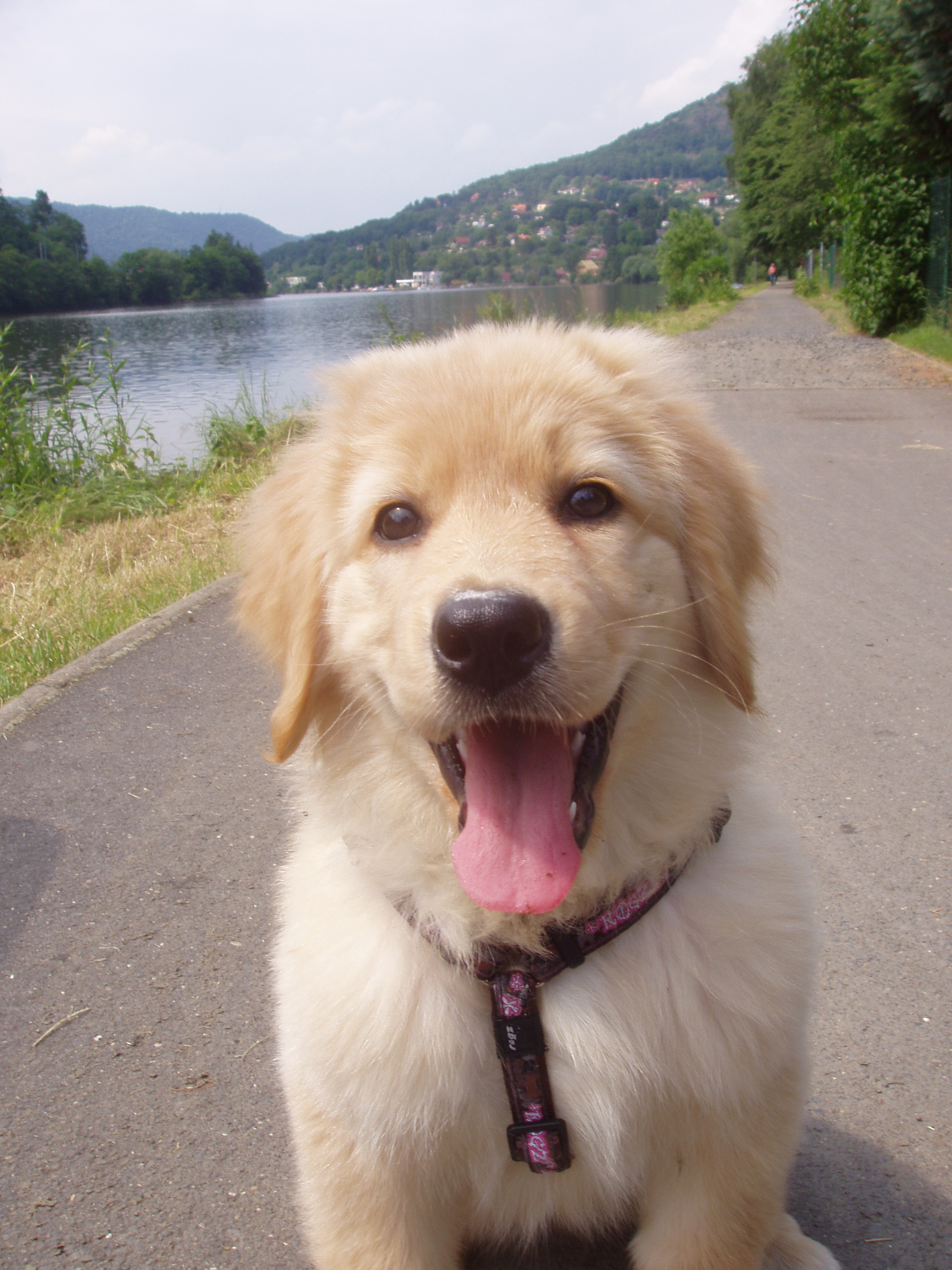
Štěně hovawarta ve věku 9 a půl týdne

Štěně je mládě psovité šelmy, zvláště pak psa domácího, vlka nebo lišky. Pravé štěněčí období trvá od narození do 6.–7. měsíce věku, kdy štěně dorůstá v mladého psa, nicméně tělesný vývoj zvláště u velkých a obřích plemen trvá až do 18 měsíců věku.
Mláďata psů jsou, stejně jako u ostatních šelem, altriciální, to znamená, že se rodí zcela závislá na své matce. V životě štěněte se dá rozeznat několik časově ohraničených období vývoje, během kterých se ze slepého, hluchého a bezmocného novorozeného štěněte stává dospělý pes. 

## Období v životě štěněte

### Vegetativní fáze
Vegetativní fáze trvá od narození do asi dvou týdnů života štěněte. Novorozené štěně je slepé a hluché, oční víčka i zvukovody jsou ještě zarostlé. Orientuje se proto pouze hmatem a čichem. Nemá vyvinutou termoregulaci a k udržení vlastní tělesné teploty potřebuje teplo z vnějšího prostředí. V tomto období štěně většinu času prospí, živí se výhradně mlékem a k vyměšování potřebuje pomoc feny, která je stimuluje olizováním břicha a okolí konečníku. Pro vegetativní fázi je typický plazivý (při pohybu směrem k matce nebo sourozencům) a kývavý pohyb (při hledání struku), vytvářejí se také první asociace mezi vnitřními a vnějšími podněty (pach mléka – sání apod.)

### Přechodné období
Už kolem 10. dne věku začínají štěňata otevírat oči, ale sítnice se plně dotváří až o několik dní později. S novými podněty se vývoj štěněte zrychluje – začíná se stavět na vratké končetiny, dokáže se samo vyprázdnit, začíná si hrát se sourozenci a prozkoumává porodní bednu, kotec nebo noru. Prořezává se mléčný chrup, učí se vyprazdňovat se mimo pelech a už mají dokonale vyvinutou termoregulaci.

### Fáze vtiskávání
Vtiskávací fáze, která trvá od 3. do 7. týdne věku, je velmi důležitým obdobím v životě štěněte. Během této tzv. rané socializace se štěně seznamuje se všemi věcmi, které mu v dalším životě budou připadat jako běžná součást prostředí, štěně, které není v této fázi v těsném kontaktu s člověkem, nikdy nebude přítulné, naopak štěně, které si člověka vtiskne jako příslušníka vlastního druhu, má předpoklady stát se dobrým společníkem a přítelem.
Štěňata velmi rychle rostou (překotný růst), zrak, sluch i čich se rozvíjejí do definitivní podoby, stejně tak se vyvíjí i koordinace pohybů, štěňata spí méně než v předcházejících obdobích a mnoho času stráví hrou s matkou, sourozenci i člověkem.
Od třetího týdne věku je možno štěňata přikrmovat, vlci v přírodě vyvrhují takto starým mláďatům natrávené maso. Při chovu psů v domácnosti postačí ze začátku mléčná kaše, později s rozemletým masem a granulemi, které by postupně měly tvořit větší a větší podíl krmné dávky.[zdroj⁠?!]

### Fáze socializace
Socializační období trvá od 7.–8. do 12. týdne věku. Během této doby se štěně učí, jak se správně chovat k ostatním psům a k lidem, osvojuje si sociální návyky. Lidé jsou pro něj partnery ke hře, přijímá jejich nadřazenost. V období socializace také pokračuje návyk na zvuky a situace, kterých se pes v dospělosti nebude bát. Špatná zkušenost v tomto období naopak může vést k trvalému strachu.

### Fáze sociálního uspořádání
Kolem čtvrtého měsíce věku si štěně začíná budovat své postavení v nové smečce, začíná se projevovat individuální sebevědomí a temperament psa.

### Fáze uspořádání smečky
Kolem pěti až šesti měsíců věku si štěně buduje pevnou vazbu na smečku nebo svého psovoda. Pes si upevňuje své existující postavení a zvyká si na svou pozici ve smečce.

### Puberta
S nástupem aktivity pohlavních orgánů se ze štěněte stává mladý pes. U fen se objevuje první hárání, psi začínají při močení zvedat nohu. Během puberty je pes často náladový, neposlušný a zdánlivě zapomíná povely, které už perfektně ovládal. Ale období puberty je krátké a dobře zvládnutý pes se opět stane poslušným. Proces růstu štěňat se liší v závislosti na velikosti jejich plemene. Psi extra malých plemen mohou dosáhnout plné dospělosti v 8 měsících, zatímco obří plemena se považují za plně dospělá až ve věku 2 let.

## Výchova štěněte
S výchovou štěněte můžeme začít už kolem 8. týdne věku. Jednotlivé lekce by měly být krátké, štěně se nevydrží soustředit příliš dlouho. Důležitá je hravá forma a motivace v podobě pamlsku nebo hračky. Je možno navštěvovat školky pro štěňata, které bývají pořádány například některými chovatelskými kluby. Školky slouží k socializaci štěňat a jejich majitelé se názorně seznámí s nácvikem základních povelů.